# ČD-Baureihe 680
Die ČD-Baureihe 680 ist ein siebenteiliger elektrischer Neigetechnik-Triebzug des tschechischen Eisenbahnverkehrsunternehmens České dráhy (ČD). Technisch entspricht er dem Typ Pendolino von Alstom. Die Züge verkehren unter dem Markennamen SuperCity Pendolino und stellen die hochwertigste Zuggattung der ČD dar.

## Geschichte

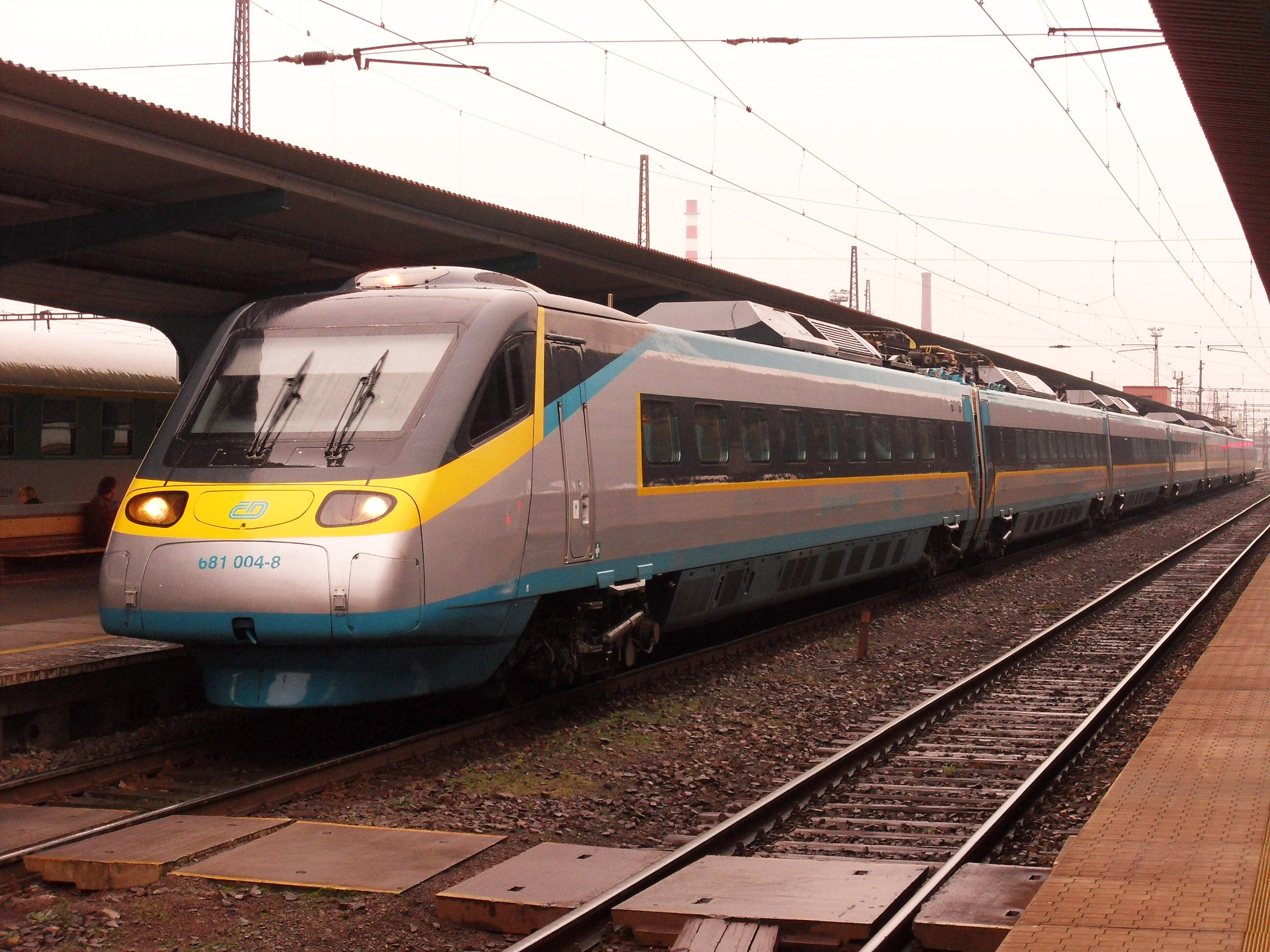
Eine Garnitur der ČD-Baureihe 680

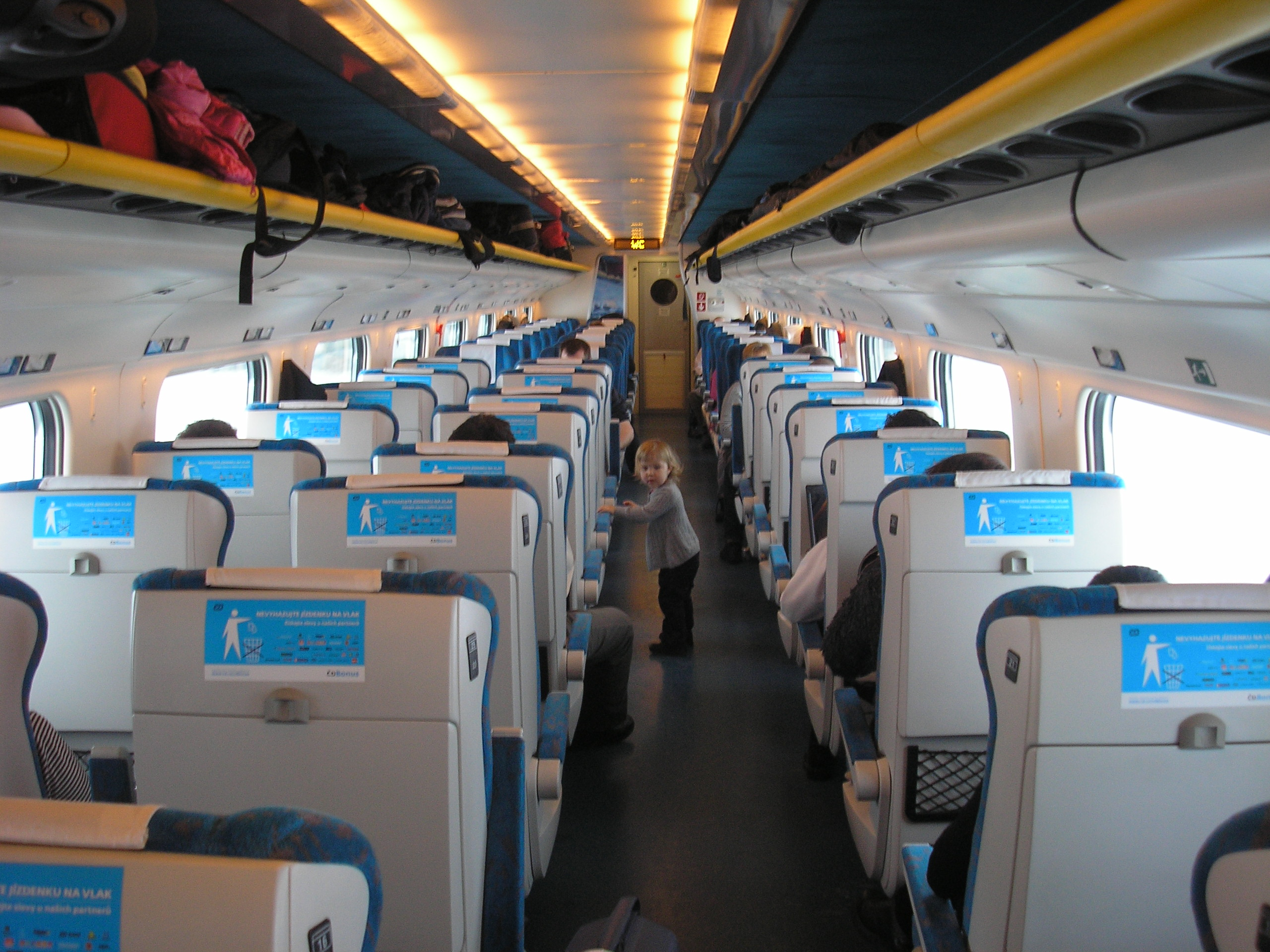
Innenraum der ČD-Baureihe 680

### Hintergrund
Nach der Samtenen Revolution und der damit erfolgten Öffnung für ausländische Unternehmen wurde erstmalig im Sommer 1989 mit dem ETR 401 aus Italien ein Hochgeschwindigkeitszug mit Neigetechnik in der Tschechoslowakei vorgestellt. Mit dieser Einheit erfolgten auf der Strecke Pardubice-Přerov diverse Testfahrten. Im Mai 1994 wurde ein weiteres Mal ein Triebzug mit Neigetechnik in Tschechien vorgestellt. Es war der Prototyp des neuen ETR 460. Das Fahrzeug wurde vorher in Polen vorgestellt, in Tschechien konnte sich die Öffentlichkeit den Zug in Prag und Brünn anschauen. Es folgte eine Testfahrt zwischen Prag und Kralupy nad Vltavou auf der Bahnstrecke Praha–Děčín. 1996 war erneut ein Pendolino auf dem tschechischen Eisenbahnnetz unterwegs. Es war ein Prototyp des Typs ETR 470. Der ICE 1 wurde 1995 in Prag vorgestellt.
1995 beschlossen die ČD, einen hochwertigen Hochgeschwindigkeitszug mit dem Namen Premier auf der Strecke Berlin–Prag–Wien einzuführen. Die dafür nötigen Züge sollte ursprünglich ein Konsortium aus den tschechischen Schienenfahrzeugherstellern ČKD und Moravskoslezská Vagónka (MSV) sowie Siemens Verkehrstechnik und dem Neigetechnik-Spezialisten Fiat-Ferroviaria liefern. Die zehn Triebzüge sollten bis 2000 ausgeliefert sein und ein gutes Image im Ausland erzielen. Eine Vorgabe war daher, dass ČKD ein eigenes, tschechisches Erscheinungsbild auf die Schienen stellt und die tschechische Wirtschaft einbezieht. Hierfür wurden auch wiederholt Wettbewerbe für das Aussehen der Züge ausgeschrieben, den zuletzt Patrik Kotas gewann. Der Zug erhielt da den Namen Integral und die Baureihenbezeichnung 680. Diverse Probleme verzögerten die Fertigstellung der Züge: Auf der einen Seite waren die Termine knapp bemessen und nicht einzuhalten, auf der anderen Seite hatte ČKD Probleme mit der Zahlungsfähigkeit. Damit konnten auch Teile nicht geliefert werden. Die Bahn einigte sich mit ČKD auf einen späteren Auslieferungszeitpunkt und einen höheren Preis. Nachdem ČKD im Jahr 2000 Insolvenz anmelden musste, übernahm Fiat-Nachfolger Alstom den Bau der Fahrzeuge. Auf ein tschechisches Design wurde verzichtet und statt der ursprünglich zehn bestellten Einheiten aufgrund der gestiegenen Preise nur sieben Einheiten beschafft. 
Der tschechische Staat sah den Zug als Prestigeprojekt, wollte aber nicht entsprechend in finanzielle Vorleistung für die Entwicklung gehen wie es Deutschland bei der Entwicklung des InterCity Express oder Frankreich beim TGV in Millionenhöhe vormachte. Weiter verpasste die Regierung auch entsprechende Gelder in die Eisenbahninfrastruktur zu planen. Nur auf kurzen Strecken waren Geschwindigkeiten von 160 km/h möglich, die Neigetechnik war zunächst gar nicht einsetzbar. Auch 2022 sieht die Gesetzeslage keine regulär höheren Geschwindigkeiten als 160 km/h vor, auch wenn bereits zahlreiche Abschnitte technisch für 200 km/h ausgebaut sind.

### Kinderkrankheiten
Im Juni 2003 wurde der erste Prototyp vom Fiat-Nachfolger Alstom ausgeliefert. Es traten danach noch einige Kinderkrankheiten auf, die in zweijähriger Erprobungsphase behoben wurden. Bis 2005 wurden die Serientriebzüge ausgeliefert. Insgesamt kosteten die Züge 4,5 Mrd. CZK (ca. 180 Mio. €).
Seit Januar 2005 verkehrten die Züge im Vorlaufbetrieb auf den Strecken von Prag nach Ostrava und Děčín. Im Januar 2006 mussten die Züge wegen zum Teil gravierender technischer Probleme wieder außer Betrieb gesetzt werden. Nach Behebung der Mängel verkehren die Züge seither planmäßig im Liniendienst.
Im Sommer 2006 fanden Zulassungsfahrten auf der Bahnstrecke Wien–Gmünd in Österreich und im Herbst 2006 in Deutschland statt. Auf der Bahnstrecke Břeclav–Brno erzielte erstmals ein Zug in Tschechien eine Geschwindigkeit von 237,04 km/h, was seither (Stand 2022) der Geschwindigkeitsrekord für Eisenbahnfahrzeuge in Tschechien ist. Wegen vorgeschriebener Tests musste die Baureihe auf allen drei möglichen Stromsystemen die technisch vorgesehene Höchstgeschwindigkeit plus 10 Prozent erreichen. Die Zulassungen für den Betrieb in Tschechien, Slowakei, Deutschland und Österreich waren 2006 abgeschlossen.

### Modernisierung
Bei einem Unfall in Studénka wurde der 680.003 am 22. Juli 2015 irreparabel beschädigt. Bei dem Unfall starben drei Personen, 17 weitere wurden verletzt. Da der Triebzug für den Betriebseinsatz dringend benötigt wird, soll das Fahrzeug bis auf die weiterverwendbaren Drehgestelle völlig neu aufgebaut werden.
Im Sommer 2017 begann die Modernisierung aller Pendolino. Erneuert wurde das gesamte Interieur. Ausgetauscht wurden Sitze, Sanitäranlagen, Wandverkleidungen und Böden. In den Zügen entstand hierbei auch eine Kinderspielecke. Ausgestattet wurden die Triebzüge auch mit neuen Informationsmonitoren und WLAN. Die Modernisierung war 2018 abgeschlossen und war mit Kosten von rund 1,4 Mio. Euro pro Einheit berücksichtigt.
Einen erneuten Unfall verursachte der Triebfahrzeugführer am 28. Juni 2022 mit der Einheit 680.006 in Bohumin. Es kam zu einem Aufprall auf eine stehende Diesellokomotive. Der Triebfahrzeugführer ignorierte Signale und verstarb durch den Unfall. Die Schäden am Pendolino betitelten die ČD ursprünglich auf mindestens 6.250.000 Euro (150 Mio. Kronen). Alstom wurde beauftragt, festzustellen wie hoch die tatsächlichen Schäden sind, da der Triebzug für den Betriebseinsatz benötigt wird. Eine Reparatur, eher ein Neuaufbau des Zugkopfes, sollte durch Alstom erfolgen und rund 10 Mio. Euro (250 Mio. Kronen) kosten. Dieser Kostenvoranschlag führte letztlich dazu, dass der Eigentümer im März 2023 beschloss auf den verunfallten Triebwagen zukünftig vollkommen zu verzichten und ihn als Ersatzteilspender zu nutzen.
Am 1. März entgleiste ein Pendolino im slowakischen Žilina bei niedriger Geschwindigkeit. Grund war ein Defekt einer Weiche. Die Schäden am Triebwagen sollen bis Ende des Monats beseitigt sein. Damit hatte ČD im März nur noch vier Triebwagen einsatzbereit, denn bei einem weiteren Triebwagen wird ETCS verbaut.

## Einsatz
Seit Dezember 2005 werden die Züge als SuperCity Pendolino zwischen Prag und Ostrava in einem angenäherten Zwei-Stunden-Takt eingesetzt. Auf der 358 Kilometer langen Route, die der Zug in unter drei Stunden bewältigt, verkehrten im Winter 2005/06 insgesamt sechs Zugpaare, die zumeist aus zwei Einheiten gebildet wurden. Seit dem Fahrplanwechsel im Dezember 2006 bis Dezember 2009 verkehrten auch zwei Zugpaare zwischen Prag und Wien. Ein Zugpaar verkehrte bis Dezember 2009 täglich auch zwischen Prag und Bratislava, wurde aber aufgrund niedriger Nachfrage wieder eingestellt. Seit dem 12. Juni 2009 verkehrte zwischen Prag und Třinec der SuperCity Pendolino Sprinter. Dieser hatte zwischen Prag und Ostrava keinen Halt, danach hielt der Zug in Bohumín, Karviná, Český Těšín und der Endhaltestelle Třinec im Osten des Landes.
Im Fahrplan 2012 fuhr an Samstagen eine Garnitur als SC502/511 von Bohumin nach Františkovy Lázně und zurück.
Derzeit (seit Dezember 2014) besteht das SC-Pendolino-Netz aus den Verbindungen Františkovy Lázně – Bohumín (via Prag und Ostrava) sowie Prag – Košice, SK (via Ostrava).
Der Abschnitt Františkovy Lázně/Cheb – Prag wird 2× täglich bedient, die Relation Ostrava – Košice nur einmal täglich. Auf der Hauptstrecke von Prag nach Ostrava verkehren täglich 9 Züge je Richtung, von denen 4 weiter bis nach Bohumín fahren.
Das Bahnunternehmen gibt die Auslastung der Züge mit 70 Prozent an, am Wochenende sogar nahe 100 Prozent. Da diese Züge die einzigen eigenwirtschaftlichen Verkehre der ČD sind, muss die Gesellschaft die anfallenden Verluste vollständig selbst tragen. Diese betragen ca. 500 Mio. CZK (ca. 18 Mio. €) pro Jahr.

## Filmschauplatz
Die ČD-Baureihe 680 trat bereits mehrfach in Spielfilmen in Erscheinung:
- In verschiedenen Kinofilmen sind Szenen mit Streckenaufnahmen der ČD-Baureihe 680 zu sehen, beispielsweise in Hostel 2.
- Im James-Bond-Film Casino Royale treffen Bond und Vesper Lynd an Bord eines Zuges der ČD-Baureihe 680 erstmals aufeinander. Neben Außenaufnahmen ist auch ein längerer Dialog im Inneren zu sehen. Es wird im Film jedoch suggeriert, dass der Zug in Montenegro unterwegs ist.
- Eine ausgesprochen spektakuläre und lange Szenenfolge vom Zustieg im Bahnhof über die Fahrt in Innen- und Außenaufnahmen bis zum detailliert dargestellten Zerschellen des Zuges, nachdem er von einer Brücke stürzt, ist im Film Wanted zu sehen. Für Nah- und Innenaufnahmen wurde ein Teil des Zuges im Filmstudio in Originalgröße auf einer dreh- und kippbaren Bühne nachgebaut.[5] Die Außenaufnahmen des Unfalls sind CGI-Produkte.[6]